# Óscar Varona
Óscar Varona Varona (nacido el 22 de julio de 1949 en Cuba) es un exjugador de baloncesto cubano. Fue medalla de bronce con Cuba en los Juegos Olímpicos de Múnich 1972.